# Sarah Anne Bright

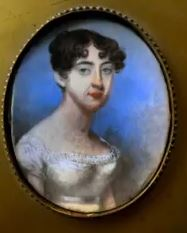
Porträt von Sarah Anne Bright

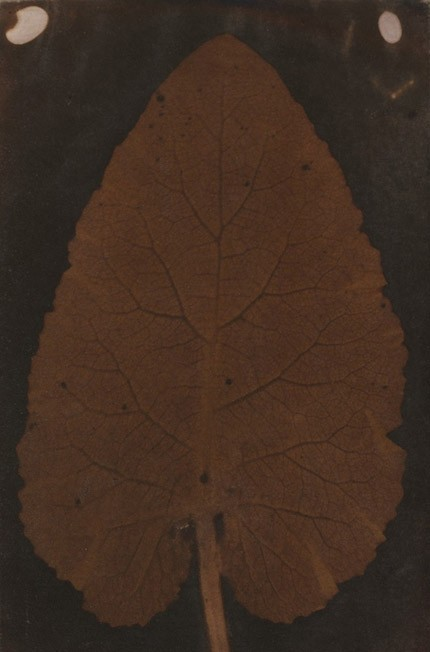
Sarah Anne Brights „Quillan Leaf“ (1839)

Sarah Anne Bright (1793–1866) war eine englische Künstlerin und Fotografin aus dem 19. Jahrhundert, welche die ersten noch existierenden fotografischen Bilder geschaffen hat, die durch eine Frau aufgenommen worden sind. Die Urheberschaft ihrer fotografischen Arbeiten wurde erst im Jahr 2015 festgestellt, nachdem ein Fotogramm, das von ihr stammte, bei Sotheby’s in New York für eine Auktion vorgesehen war.

## Biografie
Bright lebte in Bristol, England. Sie war eines von neun Kindern des Ehepaars Richard Bright (1754–1840) und Sarah Heywood Bright. Ihr Vater war ein wohlhabender Kaufmann und Bankier, von dem bekannt ist, dass er ein starkes Interesse an der Wissenschaft hatte. Er war 1823 einer der Gründer des „Bristol Instituts für die Förderung von Wissenschaft, Literatur und Kunst“. Über das Leben von Sarah Anne Bright selbst ist bisher wenig bekannt.
Ihre Rolle als Fotopionierin wurde entdeckt, nachdem eine Sammlung von alten Fotos, die als Quillan Collection bekannt war, 2008 im Auktionshaus von Sotheby’s in New York zum Verkauf angeboten worden war.
Ursprünglich war eines der Fotos in der Sammlung, ein Fotogramm mit dem Namen „The Quillan Leaf“ beziehungsweise „The Leaf“, dem britischen Fotopionier William Henry Fox Talbot zugeordnet worden. Eine Untersuchung des Bildes durch den Talbot-Experten Professor Larry Schaaf ergab jedoch, dass Talbot nicht der Urheber des Bildes gewesen ist. Daher wurde es im Verkaufskatalog von Sotheby’s mit dem Hinweis „Fotograf unbekannt“ aufgeführt. Der Katalogeintrag enthielt drei Seiten mit Dokumentationen und Anmerkungen von Schaaf. Die Spekulationen über den möglichen Ursprung des Bildes und die Theorie, dass es sich eventuell um eines der ältesten existierenden Fotogramme handeln könnte, führten dazu, dass der Verkauf ausgesetzt wurde.
Weitere Untersuchungen durch den Experten Larry Schaaf ergaben, dass das Fotogramm „The Leaf“ in 1984 bei Sotheby’s in London für £ 6.000 von der Familie Bright aus Bristol verkauft worden war. Ursprünglich hatte es zu einer Serie von sieben Bildern auf der Seite eines Albums gehört, welche für die Versteigerung aufgeteilt wurde und so verschiedene Eigentümer fand.
Die Spekulationen um „The Leaf“ führten dazu, dass sich einer der weiteren Eigentümer meldete und Informationen über ein Wasserzeichen auf einem anderen der sieben Bilder an Schaaf weitergab. Diese Informationen ermöglichten es, die Spur des Fotogramms nach Bristol zurückzuverfolgen.
Das Album, welches „The Leaf“ ursprüngliche enthalten hatte, stammte aus dem Besitz des Kaufmanns und des Abgeordneten Henry Bright. Es wurde klar, dass das Bild von einem seiner Familienangehörigen, entweder von ihm oder von einem seiner fünf Geschwister, aufgenommen worden war. Nachdem er mit der Familie in Großbritannien und Australien Kontakt aufgenommen und die Archive in Melbourne angesehen hatte, schrieb Professor Schaaf die Arbeit Sarah Anne Bright (1793–1866) zu. Die Inschriften auf „The Leaf“ stimmen mit der Handschrift auf ihren Aquarellen und anderem Material im Archiv überein, sodass seiner Expertise nach die Urheberschaft durch Sarah Anne Bright bestätigt ist.
Seine Untersuchungsergebnisse stellte Schaaf im Juni 2015 bei einem Vortrag an der University of Lincoln vor und stellte dabei fest, dass zu der fraglichen Zeit viele Foto-Experimente durchgeführt worden sind, dass jedoch heutzutage nur sehr wenige Fotogramme aus dieser Zeit in einem ähnlich guten Zustand sind und sich von der Herkunft so gut belegen lassen wie Brights Abbild eines Blattes.